# Ataque a la Isla Gorgona
El Ataque a la Isla Gorgona fue un ataque perpetrado por la guerrilla de las Fuerzas Armadas Revolucionarias de Colombia - Ejército del Pueblo (FARC-EP) el 22 de noviembre de 2014 contra la estación de policía de la Isla Gorgona, ubicada en la Costa Pacífica del departamento de Cauca, Colombia.

## Características
Fue el primer ataque de las FARC-EP a una isla en Colombia, un caso único en el Conflicto armado interno de Colombia.
En 2015 fueron capturados supuestos responsables del ataque, incluido un policía que habría facilitado el ataque.